# Bomolocha ramstadti
Bomolocha ramstadti är en fjärilsart som beskrevs av Colin W. Wyatt 1967. Bomolocha ramstadti ingår i släktet Bomolocha och familjen nattflyn. Inga underarter finns listade i Catalogue of Life.